# Șieu, Bistrița-Năsăud
Șieu, mai demult Șieul Mare, Șieul de Jos (în dialectul săsesc Griuszschogn, în germană Großschogen, Gross-Schogen, Gross-Schagen, în maghiară Nagysajó, Alsósajó) este satul de reședință al comunei cu același nume din județul Bistrița-Năsăud, Transilvania, România. Suprafata: 7198 ha;Intravilan: 210 ha;Extravilan: 6988 ha;Populatie: 3147;Gospodarii: 1020;Nr. locuinte: 926;Nr. gradinite: 3;Nr. scoli: 7.

## Istorie
- Satul este atestat în anul 1319 ca catolicsat mixt săsesc-maghiar.
- În perioada reformei protestante sașii au trecut la Luteranism, iar maghiarii la calvinism.
- Pe parcursul timpului s-au stabilit în sat români
- În perioada comunistă sașii au fost deportați.

## Personalități
- Tőkés József, născut la Șieu în 1916 (96 ani) este decan reformat, scriitor bisericesc, lexicograf, tatăl lui Tőkés István și bunicul lui László Tőkés.
- Numele localitatilor aflate in administratie:  Șieu, Ardan, Posmuș, Șoimuș
- Asezarea geografica:  Teritoriul comunei Șieu este așezat în partea sud estică a județului Bistrița-Năsăud, într-o arie geografică de relativă discontinuitate la contactul dintre partea necuțată a Câmpiei Transilvaniei și zona cutelor de tip subcarpatic din Dealurile Șieului și piemontul Călimanilor. Comuna este străbătută de la sud-vest la nord-vest de râul Șieu, precum și de Valea Pinticului - afluent al Dipșei, care formează limita geografică dintre Câmpia Transilvaniei și zona subcarpatică internă din nord-estul Transilvaniei. În relief predomină suprafețele monoclinale de pe axul diapirului și mult mai puțin relieful fragmentat caracteristic Câmpiei Transilvaniei.
- Activitati specifice zonei:  Agricultură Creșterea animalelor Cultura cartofului și a cerealelor Pomicultură Cultura plantelor furajere  Activitati economice principale:  Brutărie Comerț cu amănuntul Prelucrări mecanice  Obiective turistice:  Complex CFR (lacuri, locuri de cazare la cabane) Castelul de la Posmuș  Evenimente locale:  Serbare câmpenească - lunile mai - iunie Prima zi de miercuri din lună - piață  Facilitati oferite investitorilor:  Agroturism Prelucrarea produselor animaliere Prelucrarea fructelor  Proiecte de investitii:  Canalizare și alimentare cu apă potabilă Introducerea gazului metan

## Obiective
- Castelul Kemény din Șieu
- Biserica reformată din Șieu

## Demografie

### 1910
La recensământul din 1910 populația satului Șieu era de 1706 locuitori, dintre care: 685 sași, 611 români, 385 maghiari și 23 țigani.
Componența etnică a satului Șieu
     Germani (40,15%)
     Români (35,81%)
     Maghiari (22,56%)
     Romi (1,38%)

### 2001
La recensământul din 2001 populația satului Șieu era de 1382 locuitori, dintre care: 1176 români, 170 maghiari și 34 țigani.
Componența etnică a satului Șieu
     Români (85,1%)
     Maghiari (12,3%)
     Romi (2,5%)

## Imagini

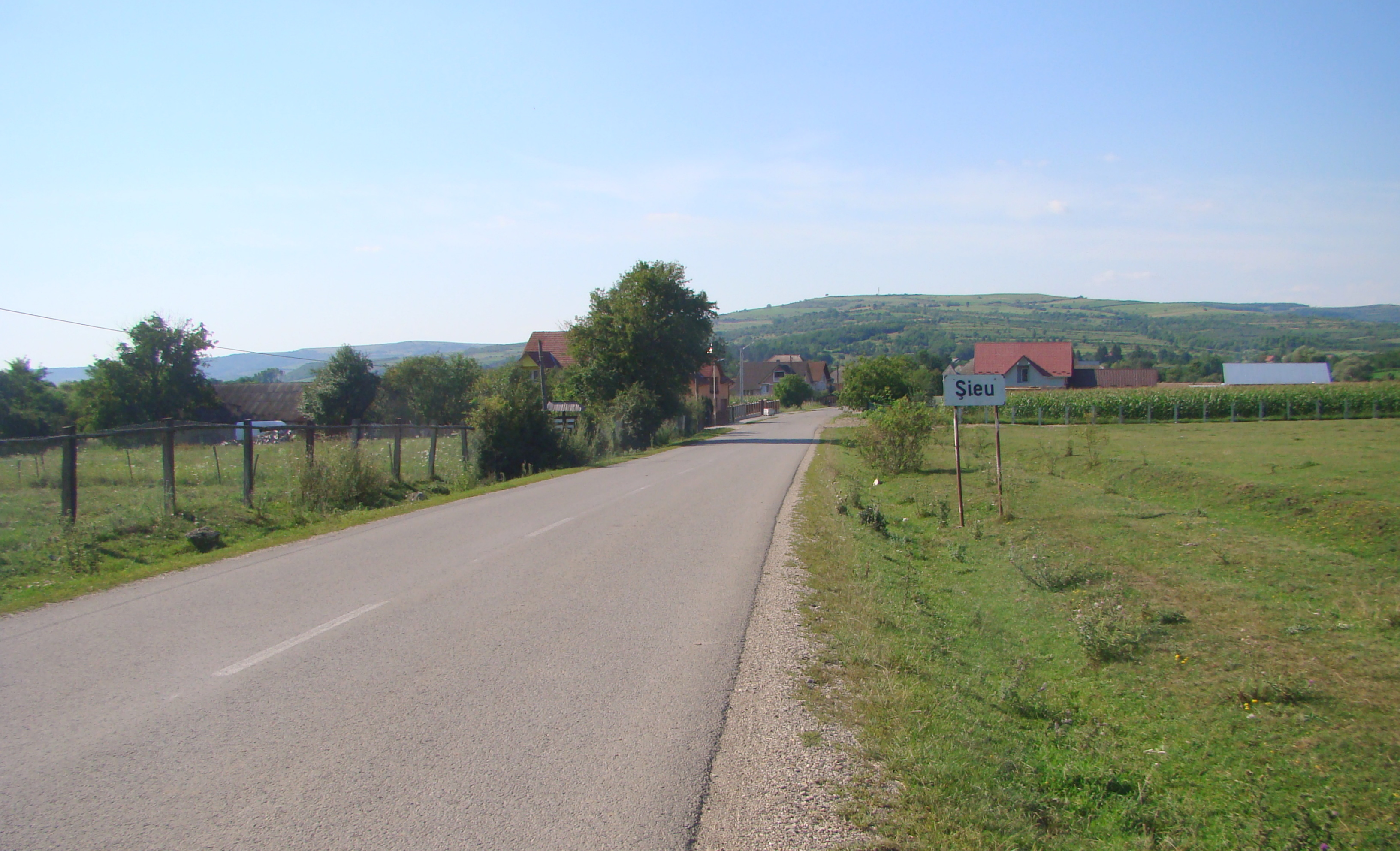
Intrarea în localitate
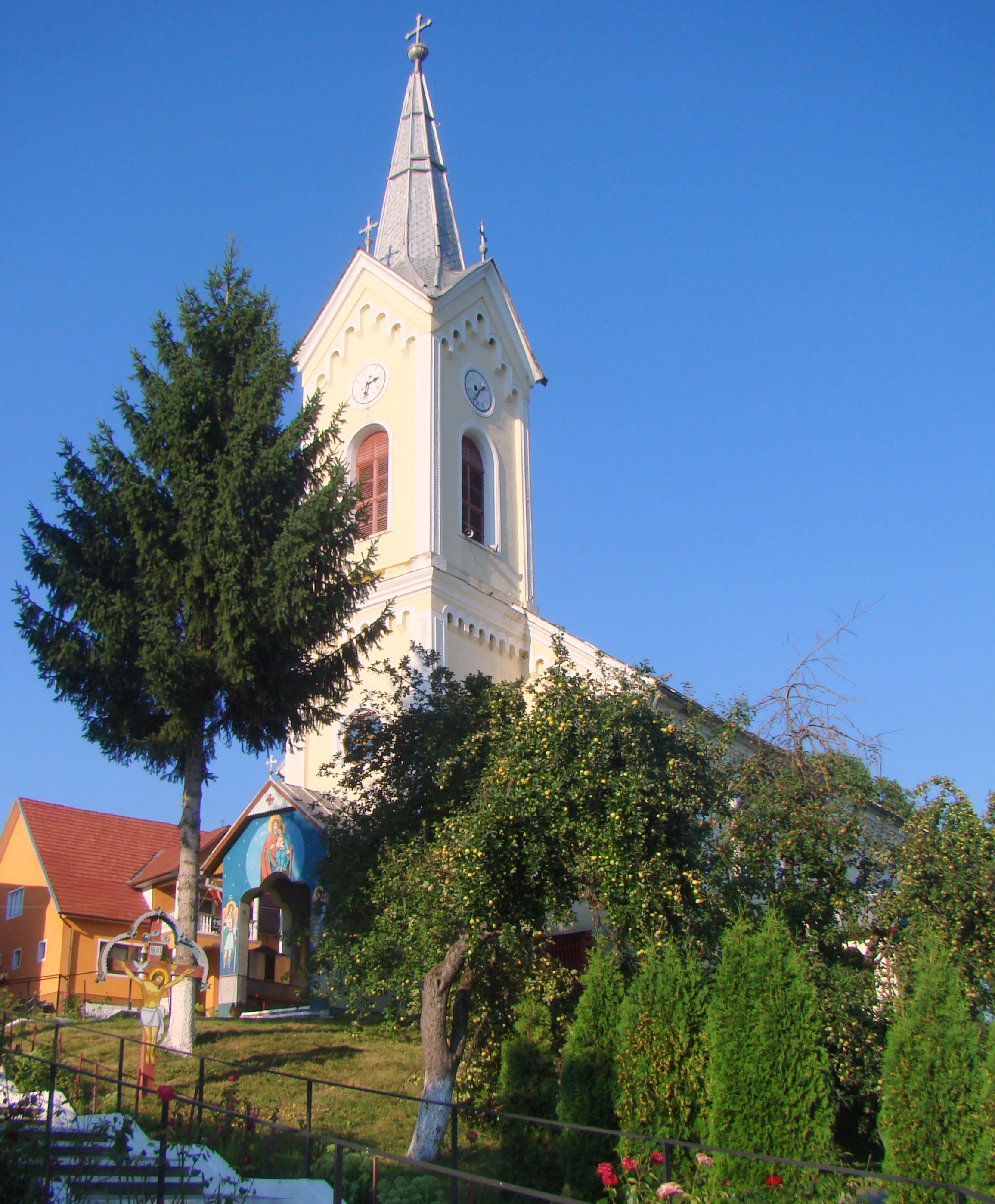
Biserica ortodoxă
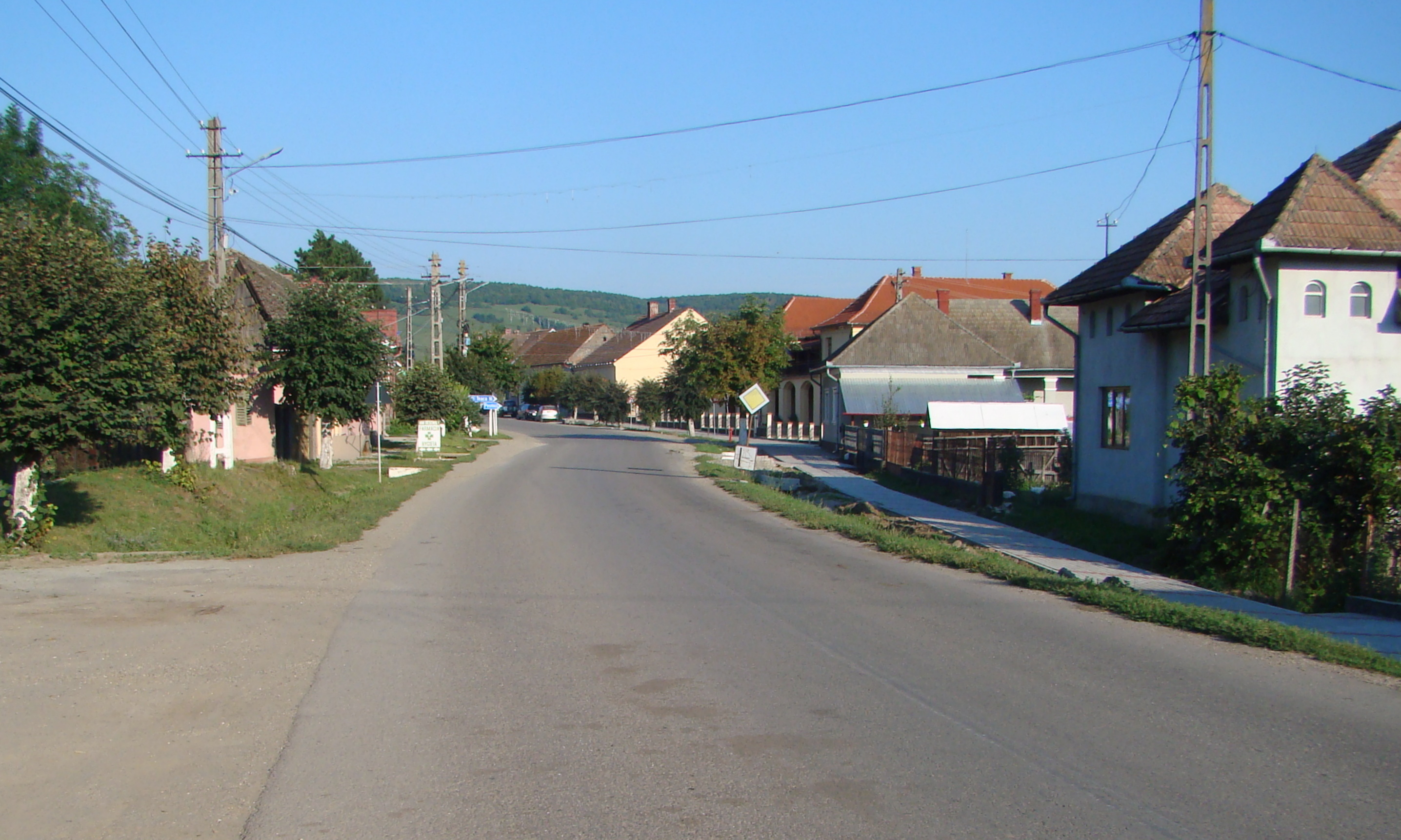
Strada principală
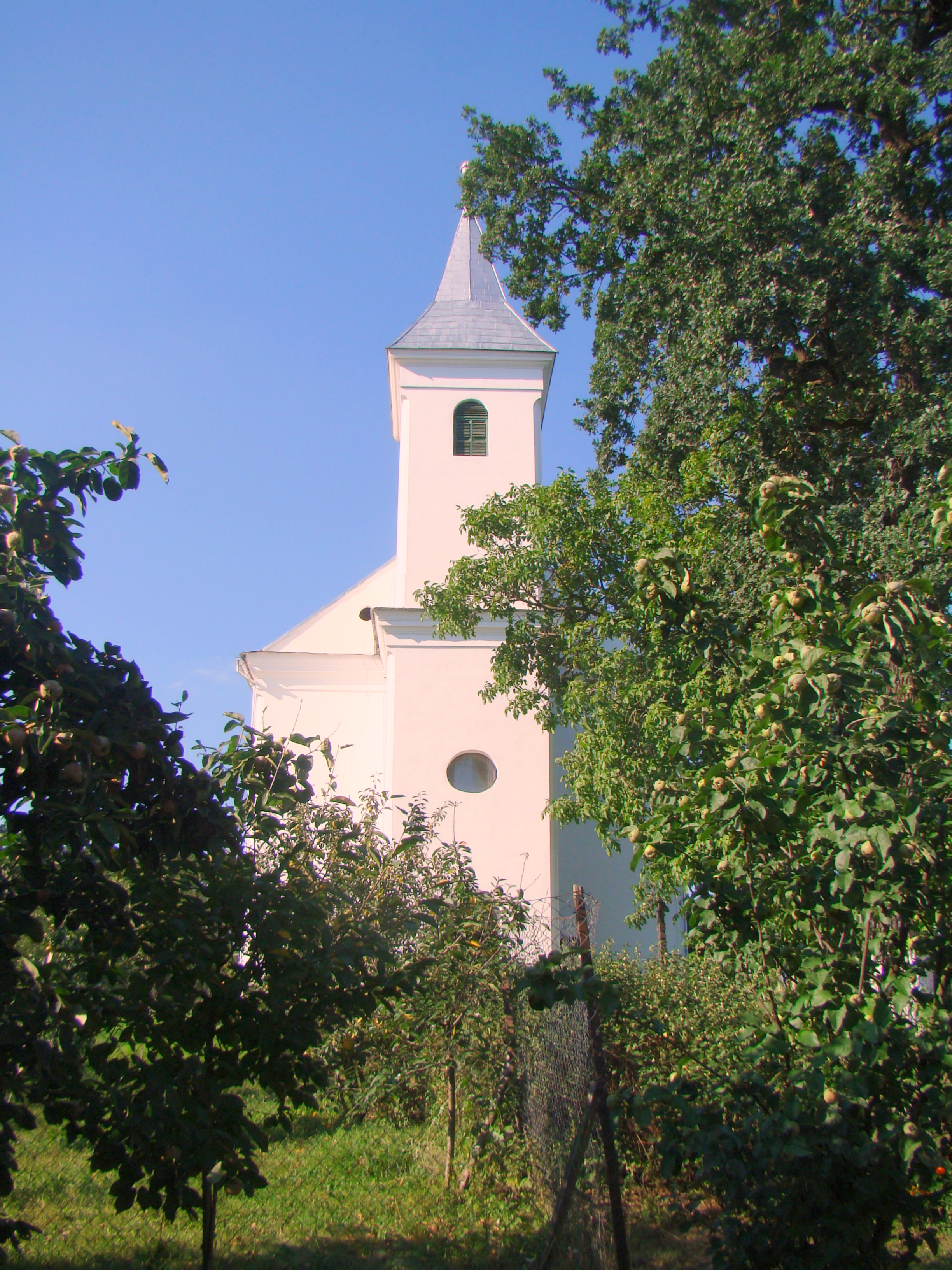
Biserica reformată (monument istoric)
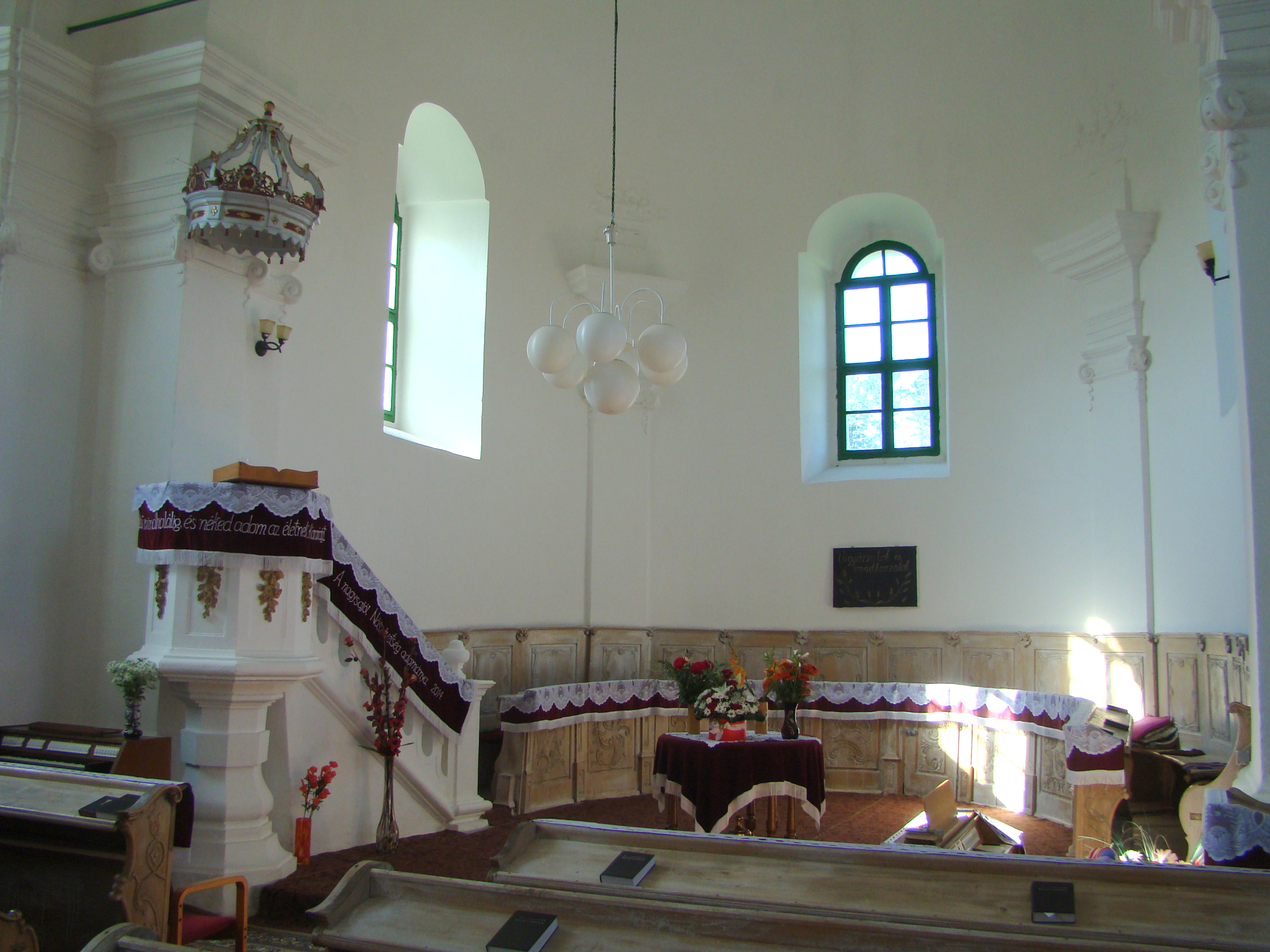
Biserica reformată (monument istoric)